# Gaius Trebatius Testa
Gaius Trebatius Testa (* um 84 v. Chr.; † um 4 n. Chr.) gehört zu den wichtigsten römischen Juristen der ausgehenden Republik und des frühen Prinzipats. Von seinem Werk sind dem Titel nach bekannt: De religionibus („Über Religionsangelegenheiten“) und De civili iure („Über das Bürgerliche Recht“).
Die Familie – und wohl auch Trebatius selbst – stammte aus Velia (griechisch Elea) in Lukanien. Er war Schüler des Quintus Cornelius Maximus und Lehrer des bedeutendsten Juristen der folgenden Generation, Marcus Antistius Labeo, auf den sich die Schule der Prokulianer zurückführen lässt.

## Freundschaft mit Cicero und Caesar
Trebatius war ein jüngerer Freund Marcus Tullius Ciceros. Im Jahr 54 v. Chr. empfahl Cicero Gaius Iulius Caesar, Trebatius auf den gallischen Feldzug mitzunehmen. Er wurde zum Vertrauten Caesars, vermittelte zwischen Cicero und Caesar und stand im Bürgerkrieg auf Caesars Seite. Nach dessen Ermordung schloss er sich Octavian an. 
Zeugnis für die Freundschaft mit Cicero ist die Widmung von Ciceros Schrift Topica aus dem Jahr 44 v. Chr. an Trebatius. Aus Ciceros Briefen erkennt man eine innige Beziehung. Trebatius scheint es dem Freund nicht zu verübeln, wenn sich dieser über Metier und Stil der Juristen lustig macht. So gibt ihm Cicero einen guten Rat für die kalten Winter in Gallien:
Deshalb meine ich, man sollte ein erhellendes Kaminfeuer benutzen – eben das hielten schon Mucius und Manilius für richtig –, zumal du Mäntel nicht gerade im Überfluss hast.
Publius Mucius Scaevola und Manius Manilius sind Gründungsväter der römischen Rechtswissenschaft. Der Mantel (sagum) ist das Zeichen des Krieges; „die Mäntel anlegen“ (saga sumere) heißt „sich kampfbereit machen“.

## Der Jurist
Trotz der Teilnahme an den Feldzügen Caesars und seiner Nähe zu den Mächtigsten der Zeit war die Existenz des Trebatius weder eine militärische noch eine politische. Die Ämter des cursus honorum bekleidete er offenbar nicht. Er war juristischer Berater und Gutachter. Unter den Juristen des frühen Prinzipats genoss Trebatius die größte Reputation. Augustus folgte seinem Rat über die Anerkennung formloser letztwilliger Verfügungen. In höchste Gesellschaftskreise führt auch das Gutachten, das Trebatius im Zusammenhang mit dem Schenkungsverbot unter Ehegatten und der Scheidung des Gaius Maecenas von Terentia 16 v. Chr. erteilte:
Der Mann hatte der Frau nach vollzogener Scheidung etwas geschenkt, damit sie zu ihm zurückkehre. Die Frau war zurückgekommen, sodann hatte sie die Scheidung vollzogen. Labeo (berichtet): Trebatius erteilte im Fall von Terentia und Maecenas das Gutachten, dass dann, wenn die (erste) Scheidung wirklich stattgefunden habe, die Schenkung wirksam sei, wenn aber die Scheidung nur zum Schein erfolgt sei, das Gegenteil der Fall sei. (Javolen/Labeo:) Aber richtig ist, was auch Proculus und Caecilius vertreten, dass die Scheidung nur dann wirklich stattgefunden habe und die aufgrund der Scheidung getätigte Schenkung nur dann Gültigkeit haben könne, wenn es zu keiner neuen Heirat kam oder die Frau doch so lange Zeit über als (Scheidungs-)Witwe lebte, dass kein Zweifel daran bestehen kann, dass (das erneute Zusammenleben) eine neue Ehe sei. Andernfalls werde die Schenkung keinen Bestand haben.
Maecenas’ Schützling Horaz verewigte Trebatius als (Rechts)berater in seinen Satiren: 
Trebati / quid faciam? praescribe! – Quiescas!
„Trebatius, was soll ich tun? Weise mich an!“ – „Du solltest Ruhe geben!“
Die römischen Juristen des 2. und 3. Jahrhunderts n. Chr. zitieren Trebatius häufig. Zum Teil kann man sich des Eindrucks schwer erwehren, dass sich die Überzeichnungen Ciceros im juristischen Werk des Trebatius tatsächlich wiederfinden, wie etwa in einem Zitat in Ulpians 1. Buch zum Edikt der kurulischen Ädile. Es geht um Krankheiten eines Sklaven, für die sein Verkäufer dem Käufer haften muss: 
Es wurde gefragt, ob ein Sklave mit Mundgeruch „gesund“ im Sinne des Edikts sei: Trebatius sagt, wer an Mundgeruch leide, sei nicht krank, wie zum Beispiel ein „Stinkbock“ (hircosus) oder ein „Müffler“ (gr. grasôs). Denn für gewöhnlich komme dies vom Belag im Mund. (Ulpian:) Wenn es aber aufgrund eines körperlichen Gebrechens dazu kommt, zum Beispiel weil er es an der Leber oder an der Lunge hat oder an ähnlichem leidet, dann ist er krank.